# Aschau am Inn
Aschau am Inn (eller: Aschau a.Inn) er en kommune i Landkreis Mühldorf am Inn i den østlige del af regierungsbezirk Oberbayern i den tyske delstat Bayern.

## Geografi
Aschau am Inn ligger i region Sydøstoberbayern i Bayerisches Alpenvorland i dalsænkningen omkring floden Inn omkring 65 km øst for München, 17 km vest for Mühldorf, 30 km nord for Wasserburg og kun 4 km fra Waldkraiburg. I sidstnævnte by ligger nærmeste jernbanestation, på strækningen Mühldorf-Rosenheim, der drives af SüdostBayernBahn.

### Kommunen i tal
- Landsbyer og bebyggelser: 37
- Kommuneveje: 46 km
- Foreninger: 25
- Erhvervsvirksomheder: ca. 200
- Hoteller og pensioner: 8
- Kirrker og kapeller: 12
- Børnehavepladser: 80

### Nabokommuner
- Reichertsheim
- Heldenstein
- Waldkraiburg
- Jettenbach
- Gars am Inn

## Berømte personer
Pave Benedikt XVI, der tidligere hed Joseph Alois Ratzinger tilbragte sin grundskoletid fra 1932 til 1936 i Aschau am Inn.